# Akhmatova (inslagkrater)
Akhmatova is een inslagkrater op de planeet Venus. Akhmatova werd in 1985 genoemd naar de Russische dichteres Anna Achmatova (1889-1966).
De krater heeft een diameter van 41,4 kilometer en bevindt zich ten westen van Lakshmi Planum in de regio Ishtar Terra, in het quadrangle Lakshmi Planum (V-7).